# Мирзоян, Ашот Мовсесович
Ашо́т Мовсе́сович Мирзоя́н (арм. Աշոտ Միրզոյան, род. 1950, Ереван) — армянский политический и государственный деятель.

## Биография
- 1958—1968 — окончил среднюю школу №77 (г. Ереван).
- 1968—1973 — строительный факультет Ереванского политехнического института им. К.Маркса.
- С 1973 — работал в разных строительных организациях столицы, был руководителем треста.
- С 1990 — начальник главного управления в министерстве высшего образования и науки Армянской ССР.
- С 1993 — заместитель министра образования и науки Армении.
- С 1995 — заместитель министра труда и социального обеспечения Армении.
- С февраля по ноябрь 1996 был мэром Еревана.